# Борсук, Анатолий Фёдорович
Борсук Анатолий Федорович (род. 1 января 1930 года, город Иваново-Вознесенск, Ивановская Промышленная область, ныне город Иваново Ивановской области, Российская Федерация) — советский военачальник, генерал-полковник авиации (29.10.1984). Заслуженный военный лётчик СССР.
В Советской армии с 1949 года. В 1952 году окончил Ейское военно-морское авиационное училище имени И. В. Сталина. С 1952 до 1956 года служил лётчиком-инструктором в этом училище.
В 1959 году окончил Военно-воздушную академию (Монино). Затем служил в строевых частях ВВС, командовал полком, дивизией. С 1973 года — заместитель командующего 26-й воздушной армией по боевой подготовке (Минск). С 1977 года — первый заместитель командующего 36-й воздушной армией (Южная группа войск, Венгрия). С апреля 1979 года — командующий 36-й воздушной армией. С июля 1980 года — командующий 24-й воздушной армией Верховного Главного Командования (г. Винница). С ноября 1984 года — заместитель Главнокомандующего ВВС СССР по боевой подготовке. В этот период шло освоение поступающих в ВВС самолетов 4-го поколения МиГ-29, Су-27, Ан-124, Ан-72 и других. Сам Борсук до последних лет службы много летал, в том числе на реактивных истребителях. С 1991 года в отставке.
Живёт в Москве.

## Награды
- орден Октябрьской Революции
- орден Красной Звезды
- орден «За службу Родине в Вооружённых Силах СССР» 3-й степени
- медали
- «Заслуженный военный лётчик СССР» (1978)

Иностранные награды
- Медаль «40 лет Победы над гитлеровским фашизмом» (Болгария, 16.05.1985)
- Медаль «Братство по оружию» (ГДР, 12.04.1985)
- Медаль «Братство по оружию» (Польша, 30.01.1985)
- Медаль «За укрепление дружбы по оружию» II степени (ЧССР, 1970)
- Медаль «40 лет освобождения Чехословакии Советской Армией» (ЧССР, 11.03.1985)
- Медаль «Военная доблесть» I класса (Румыния, 31.05.1985)
- Медаль «30-я годовщина Революционных Вооружённых сил Кубы» (Куба, 4.11.1986)